# 陳行簡 (隆慶舉人)
陳行簡（16世紀—17世紀），字體敬，號廷聯，浙江湖州府烏程縣人，民籍，明朝政治人物。

## 生平
陳行簡是隆慶四年（1570年）庚午科順天鄉試第二十四名舉人，授宿松知縣，改建當地學宮，丈量田地，申請革除楓香驛免除楚藩進貢騷擾，因母親去世回鄉，服闋後補陽朔知縣，改撫州府通判，出資救濟部下流落妻女，釋放因盜賊所劫的男婦數十人，升薊州知州，致仕歸里，在家撫育弟陳行道，為其主持婚娶，其後兩次奉恩晉階四品，湖州府知府陳幼學為他設宴，八十二歲去世，入祀鄉賢祠。

## 引用
1. 1 2  光緒《烏程縣志·卷十五·人物四》：陳行簡，字體敬，號廷聯，行健弟，隆慶庚午舉人，授宿松知縣，改建學宮、丈豁虛田，申請題革楓香驛，楚藩進鮮之擾，內艱歸，服闋補陽朔知縣，轉撫州通判，資遣屬官流落妻女，釋盜劫男婦數十人，升薊州知州，致仕歸，撫弟行道婚娶授產，造就以文行知名，兩奉覃恩，晉階四品，知府陳幼學禮請賓筵，年八十二卒，祀鄉賢。 劉志湖錄，羅志祠祀
2. ↑  同治《湖州府志·卷七十二·人物傳》：陳行簡，字體敬，號廷聯，行健弟，隆慶四年舉人，授宿松知縣，改建學宮、丈豁虛田，申請題革楓香驛，楚藩貢鮮擾之，內艱歸，服闋陞撫州州判，資遣屬官流落妻女，釋盜劫男婦數十人，陞薊州知州，致仕歸，兩奉覃恩，晉階四品，郡守陳幼學禮請賓筵，卒年八十二，祀鄉賢。 湖錄